# Отличник милиции

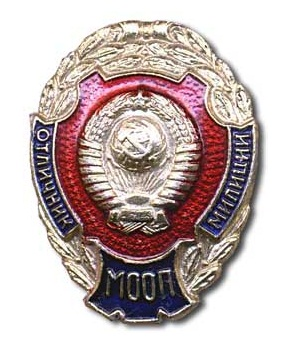
Знак «Отличник милиции» МООП СССР

Нагрудный знак «Отличник милиции» — ведомственный знак отличия органов внутренних дел СССР и России. Учреждён приказом МВД СССР № 246 от 23 декабря 1953 года. В России был возвращён в систему ведомственных наград милиции приказом МВД России «Об учреждении знаков МВД России» от 14 июня 2000 года № 633. В связи с реформой МВД России в 2013 году его заменил нагрудный знак «Отличник полиции».

## История
Нагрудный знак «Отличник милиции» был впервые учреждён приказом Министерства внутренних дел СССР № 246 от 23 декабря 1953 года. В 1960 году МВД СССР было упразднено, было создано Министерство охраны общественного порядка СССР. В 1968 году МООП СССР было переименовано в МВД СССР. Приказом Министра внутренних дел СССР № 386 от 14 ноября 1969 года знак «Отличник милиции», претерпев значительные геральдические изменения, был учреждён вновь.
Как отмечал исследователь М. А. Рогов, знак «Отличник милиции» стал самой массовой из ведомственных наград советской милиции.
25 декабря 1991 года, согласно принятому Верховным Советом республики закону, РСФСР была переименована в Российскую Федерацию. 26 декабря 1991 года СССР прекратил своё существование, Россия выделилась из него как независимое государство. 21 апреля 1992 года Съезд народных депутатов России утвердил переименование, внеся соответствующие поправки в Конституцию РСФСР, которые вступили в силу 16 мая 1992 года с момента опубликования. Соответственно Министерство внутренних дел РСФСР стало именоваться Министерством внутренних дел Российской Федерации.
В системе ведомственных наград российских органов внутренних дел обновлённый знак «Отличник милиции» появился в 2000 году. Он был учреждён приказом МВД России от 14 июня 2000 года № 633 «Об учреждении знаков МВД России».
В связи с реформой МВД России наградная система органов внутренних дел была подвергнута изменениям. Приказом МВД России от 31 октября 2013 года № 998 «О ведомственных знаках отличия Министерства внутренних дел Российской Федерации» знак «Отличник милиции» был заменён знаком «Отличник полиции».                                                                                                                        

## Описание

### СССР
С 1953 года по 1969 год знак «Отличник милиции» сохранял свой внешний вид практически без изменений. Центральное место на награде образца 1953 года занимал герб СССР, по бокам располагалась надпись «Отличник милиции», внизу — аббревиатура МВД СССР. Впоследствии правоохранительное ведомство было переименовано в Министерство охраны общественного порядка, соответственно, имеющуюся аббревиатуру заменила новая — «МООП».

В 1968 году вновь было создано Министерство внутренних дел СССР. Приказом Министра внутренних дел СССР № 386 от 14 ноября 1969 года был учреждён новый вариант знака «Отличник милиции». Он был выполнен из белого металла в форме удлиненного пятиконечника с исходящими из центра лучами; размер сторон: три коротких — 19 миллиметров, две длинных — 25 миллиметров. На данной основе были размещены остальные элементы знака, выполненные в темном металле: в верхней части — пятиконечная звезда правильной формы, покрытая рубиновой эмалью, щит с барельефным изображением советского герба размером 9 миллиметров по горизонтали. В нижней части лента, покрытая белой эмалью, с надписью по краям «Отличник милиции», в середине «МВД». Все элементы знака имеют выпуклую к середине форму, металл полированный. Как отмечает М. А. Рогов, в 1985 году белый цвет знака был заменён золотистым.

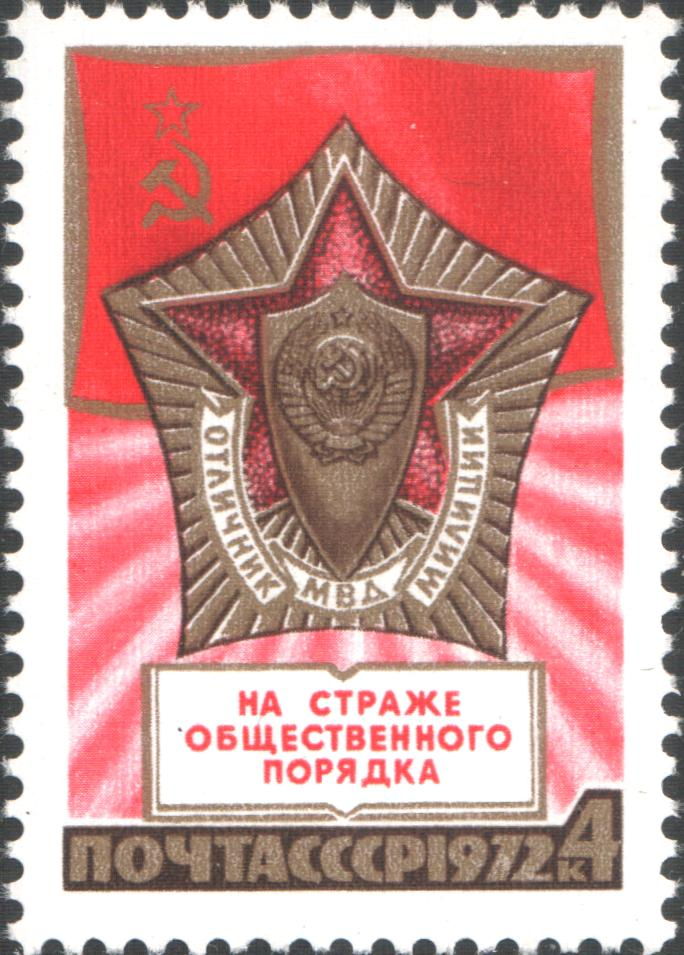
Марка СССР, 1972 г. Знак «Отличник милиции» МВД СССР.

### Россия
Учреждённый в 2000 году российский знак «Отличник милиции» претерпел значительные геральдические изменения. Он представляет собой звездообразного пятиугольника золотого (желтого) цвета, на котором размещён конусный щит серебристого цвета с рельефным изображением пешего воина, поражающего копьем змея. Вокруг щита выложена лента красного цвета с надписью «МВД — Отличник милиции» серебристого цвета. Размер знака — 42 миллиметров в высоту и 34 в ширину.